# (11500) Tomaiyowit
(11500) Tomaiyowit – planetoida z grupy Apollo należąca do planetoid bliskich Ziemi oraz potencjalnie niebezpiecznych asteroid.

## Odkrycie
Została odkryta 28 października 1989 roku w Obserwatorium Palomar przez Jean Mueller i J. D. Mendenhall. Nazwa planetoidy pochodzi od Tomaiyowit, matki ziemi w historii stworzenia ludu Luiseño. Tomaiyowit wraz z Tukmitem zrodziła pierwszych ludzi. Przed nadaniem nazwy planetoida nosiła oznaczenie tymczasowe (11500) 1989 UR.

## Orbita
(11500) Tomaiyowit okrąża Słońce po eliptycznej orbicie w ciągu 1 roku i 44 dni w średniej odległości 1,08 j.a. W swoim peryhelium przecina orbitę Ziemi oraz Wenus a w aphelium nieznacznie przecina orbitę Marsa.